# Reza Khatibi
Pour les articles homonymes, voir Khatibi.
Reza Khatibi (en persan : رضا خطیبی) est un scénariste, réalisateur Iranien, né le 27 juin 1969 à Téhéran.

## Biographie
À l’âge de 16 ans, il s’installe en France où il effectue ses études secondaires. Reza Khatibi commence dans le monde artistique, en s’inscrivant au Théâtre de l’Atelier dirigé par Jean Darnel. Dès lors, après avoir acquis les techniques requises et constitué un groupe de passionnés, il réalise un premier court-métrage, L'enfer. Ce groupe de comédiens encourage et participe au deuxième film de Reza Khatibi, un moyen métrage Le tourbillon.
En 2002, il réalise son premier long-métrage Les Beaux Lendemains de Téhéran, avec ses amis de théâtre. Ce film est produit par Jean-Marie Boulet au sein de la société Artefilm, coécrit avec Esfandiar Esfandi et Anahita Maafi. Sorti en France en 2002, le film devient un succès international dans le monde des festivals[réf. nécessaire]. Il est programmé dans les festivals du monde entier et a reçu le prix du public aux Rencontres Cinématographiques de Pergame en Italie. Il a eu aussi du succès au festival de Fajr en 2003[réf. nécessaire].
Inspiré du film The Big Lebowski des frères Cohen, en 2007, Reza Khatibi réalise Dar shahr khabari nist, hast, coécrit avec Hadi Hossein Nejad, film produit par Mostafa Shayeste de Hedayat Film et distribué en Iran. 
En 2009, il coécrit avec Mehdi Hossein Nejad et réalise le premier thriller fantastique iranien, L'enclave qui participe au festival d’Amiens en France. En 2016 Reza Khatibi réalise le film Un mariage d’enfer, le premier film 3D iranien, coécrit avec Behrooz Forooghi. Le film reçoit deux prix, le prix du jury au Festival International de film en 3D en Corée, et le grand prix du Festival 3D de Liège en Belgique[réf. nécessaire].
Reza Khatibi à travers ses films de genres différents, apporte un regard nouveau sur le cinéma iranien, grâce notamment aux nouvelles technologies, et en s’inspirant du cinéma français et américain,,,.

## Filmographie

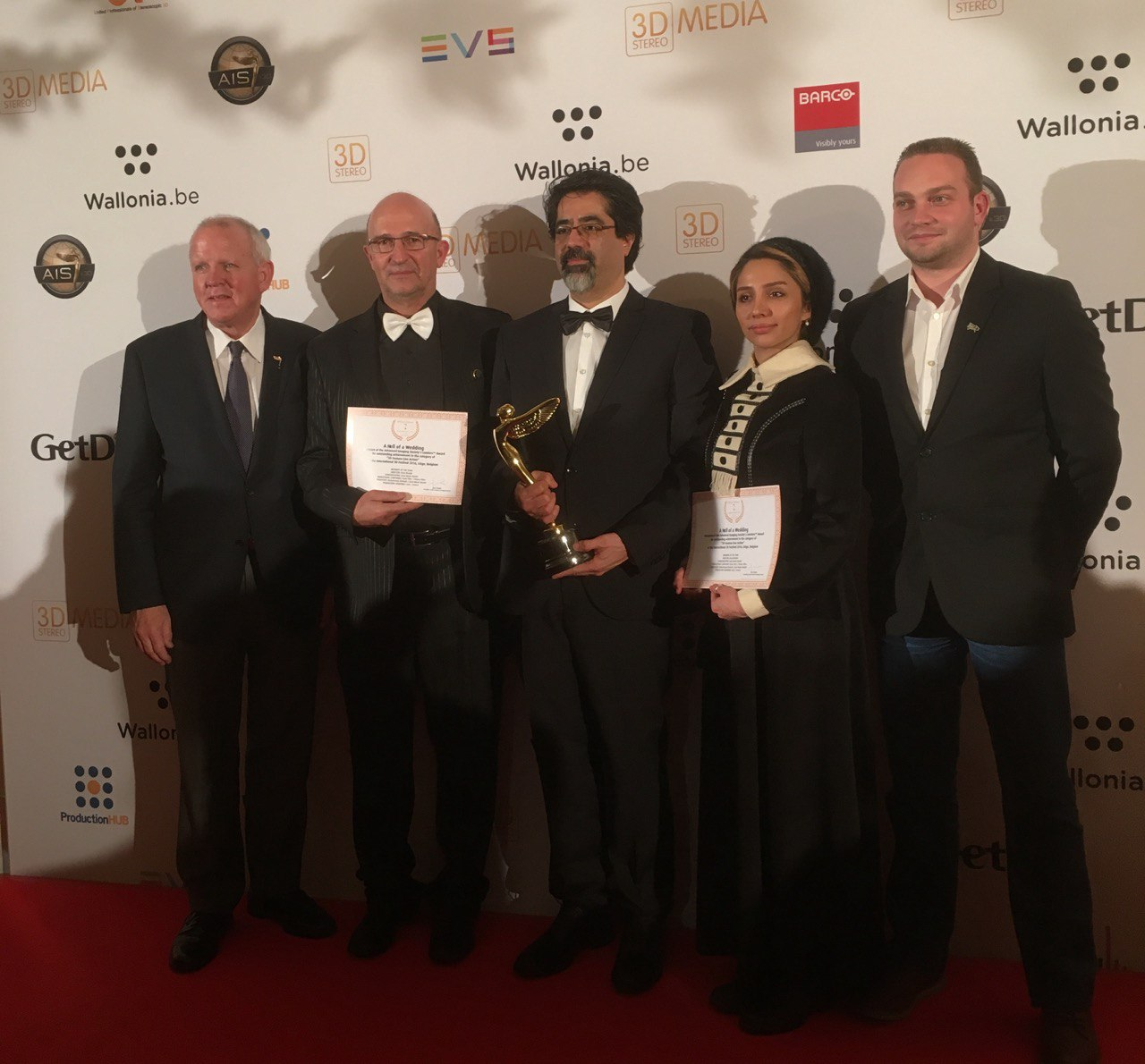
Reza Khatibi à 3DSM 3D Stereo Media.

- 2002: Les Beaux Lendemains de Téhéran
- 2007: Dar shahr khabari nist
- 2009: L'enclave
- 2016: Un mariage d’enfer